# Jinchūriki Pijeska (Naruto epizoda)
Jinchuriki Pijeska je epizoda animea Naruto Shippuden. Ovo je 4. epizoda 1. sezone.

## Radnja
Epizoda počinje Deidarom, koji se sukobljava s Gaarom iznad Sunagakurea. Unatoč Gaarinim neprekidnim napadima, Deidara im uspijeva izbjeći. 
Jedan pješčani ninja obratio se Kankuru te mu rekao kako ne razumije tako laki prodor kroz Yurinu obranu. U međuvremenu Yura gleda borbu s nestrpljivim Sasorijem.
Radnja se vraća na Kakashijev ispit sa zvončićima, gdje Naruto i Sakura nastavljaju svoju borbu s Kakashijem. Kakashi odlučuje rabiti ninjutsu, što Narutu i Sakuri dodatno otrežava situaciju jer su njegovi pokreti ruku prebrzi za to da bi se prekinuli.
Radnje se opet vraća na Gaaru, koji je stvorio Shukakuovu ruku da sredi Deidaru. Deidara stvara mnogo eksplozivnih glinenih ptica koje Gaara lako uništi. Deidara nakon toga napravi još eksplozivnih ptica, no ovaj ih put učini bržima, s dva para krila. Tim pticama Gaara nije uspio izbjeći te su one eksplodirale u njegovoj neposrednoj blizini. 
U međuvremenu, Sakura i Naruto raspravljaju o načinu na koji bi mogli pobijediti Kakashija, sve dok se Naruto ne prisjeti jedne ideje. Priopći to Sakuri, koja ge pohvali riječima: "Naruto, ti stvarno jesi Broj Jedan nepredvidivi ninja". U sumrak se oni otkriju Kakashiju i otvoreno ga napadnu. Zatim Naruto zbunjenom Kakashiju počne otkrivati kraj nove "Icha Icha" novele, zbog čega on pokriva svoje uši, kako ga ne bi čuo, i svoje oči, kako ne bi Sharinganom pročitao pokrete njegovih usni. Naruto i Sakura tu priliku iskoriste i ukradu Kakashiju zvončiće, pri čemu uspješno završavaju ispit.
Na kraju epizode Gaara je viđen neozlijeđen zbog pravodobne zaštite njegove automatske pješčane obrane te se upravo pripremao napasti i ubiti naizgled nepripremljenog Deidaru.